# NÖLB R
Die NÖLB R.1 war eine kleine Dampflokomotive der Niederösterreichischen Landesbahnen (NÖLB), die vermutlich beim Bau der Bergstrecke der Mariazellerbahn und als Stationslokomotive (u a. für den Verschub) eingesetzt wurde.
Die Maschine wurde 1907 von Sigl/Wiener Neustadt geliefert.
Bereits 1913 wurde die Lokomotive nach Ende der Bauarbeiten an die Fa. Josef Bruckner in Wien veräußert.
Im Mai 1916 wurde sie an das Militär verkauft.
1917 ist ein Einsatz in Ungarn belegt.
1962 wurde sie mit der Nummer 763 170 der Rumänischen Forstverwaltung CFF in Scutaru verwendet.